# Extremoduro
Extremoduro é uma banda de hard rock espanhola de Plasencia liderada por Roberto Iniesta, também conhecido como Robe e apelidado de El rey de Extremadura (o rei da Estremadura).O nome da banda é um trocadilho, pois é uma corruptela de Extremadura, o nome da região de onde é originária.
O grupo foi criado em 1987 e é considerado uma das bandas com mais influência na cena do hard rock espanhol, além de ser considerada um símbolo da Estremadura. As letras de Iniesta, o principal compositor das letras e músicas, são usualmente descritas como poesia áspera de rua, com frequentes alusões a drogas, amor e autodestruição.[carece de fontes?]
Algumas das obras mais famosas de Extremoduro são Jesucristo García, Golfa, Salir, Extremaydura, Puta e So payaso. O vídeo desta última ganhou o Premio de la Música da Sociedad General de Autores y Editores em 1997.

## Discografia
- Rock transgresivo (gravado e editado em 1989 com o título Tú en tu casa, nosotros en la hoguera, foi remasterizado e publicado em 1994 com o novo título e com temas adicionais)
- Somos unos animales (1991)
- Deltoya (1992)
- ¿Dónde están mis amigos? (1993)
- Pedrá (1995)
- Agíla (1996)
- Iros todos a tomar por culo (1997, CD ao vivo)
- Canciones prohibidas (1998)
- Yo, minoría absoluta (2002)
- Gira 2002 (2004, DVD ao vivo)
- Grandes éxitos y fracasos (2004, coletânea com gravações remasterizadas e outras regravadas; editada em dois volumes separados; posteriormente foi editada uma caixa com os dois volumes, Gira 2002 e o CD Canciones sin voz, com 20 temas recompilados em versão instrumental)
- La ley innata (2008)
- Material defectuoso (2011)
- Para todos los públicos (2013)